# Sarmanovsky (distrito)
Sarmanovsky (em russo:  Сармановский райо́н; em tártaro:  Сарман районы) é um distrito do Tartaristão, uma das repúblicas da Rússia.